# سوسیالیست‌های کاتالونیا
سوسیالیست‌های کاتالونیا (به کاتالونیایی: Socialistes de Catalunya , PSC – PSOE) اتحادی انتخاباتی بود که برای شرکت در انتخابات کنگره نمایندگان کاتالونیای اسپانیا در سال ۱۹۷۱ تشکیل شد. این اتحاد شامل دو حزب سوسیالیست کاتالونیا – کنگره (PSC – C) و فدراسیون سوسیالیست‌های کاتالان (PSOE) می‌شود. در سال ۱۹۷۸ اتحاد مذکور منحل شد و دو جزء سوسیال آن با شراکت حزب سوسیالیست کاتالونیا - تجدید میثاق (PSC – R) متحد شده و حزب سوسیالیست‌های کاتالونیا (PSC) را بنیان نهادند.
برای انتخابات سنای اسپانیا، این اتحاد از توافق‌نامه همسویی ائتلاف کاتالان‌ها پشتیبانی کرد.

## عملکرد انتخاباتی

### کنگره نمایندگان
| کنگره نمایندگان |           |           |           |           |           |
| انتخابات        | کاتالونیا | کاتالونیا | کاتالونیا | کاتالونیا | کاتالونیا |
| انتخابات        | رای       | ٪         | #         | صندلی‌ها   | +/–       |
| ۱۹۷۷            | ۸۷۰٬۳۶۲   | ۲۸٫۵۶٪    | یکم       | ۱۵ از ۴۷  | -         |